# Рудолф III фон Хоенберг
Рудолф III фон Хоенберг (на немски: Rudolf III von Hohenberg; † пр. 30 ноември 1389) е швабски граф на Хоенберг и господар на Ротенбург.
Той е син на граф Рудолф II фон Хоенберг († 1336) и съпругата му графиня Маргарета фон Насау-Хадамар († 1370), дъщеря на граф Емих I фон Насау-Хадамар († 1334) и Анна фон Цолерн-Нюрнберг († ок. 1357).
Рудолф III фон Хоенберг е финансово задължен и без мъжки наследник. На 26 октомври 1381 г. той продава цялата си собственост за 66 000 златни гулдена на австрийския херцог Леополд III Хабсбург.
Рудолф III умира 1389 г. като последен мъжки представител на Ротенбургската главна линия.

## Фамилия
Рудолф III фон Хоенберг се жени пр. 12 май 1360 г. за графиня Ида фон Тогенбург († 26 януари 1399), дъщеря на граф Фридрих V фон Тогенбург († 1364) и Кунигунда фон Фац († 1364). Те имат една дъщеря:

- Маргарета фон Хоенберг-Ротенбург († 26 февруари 1419), омъжена I. ок. 1 септември 1384 г. (развод пр. 1391) за маркграф Бернхард I фон Баден († 5 май 1431); II. пр. 20 април 1391 г. за граф Херман фон Зулц, ландграф в Клетгау († 1429).

Вдовицата му Ида фон Тогенбург се омъжва втори път пр. 1392 г. за Хайнрих V (VII) фон Верденберг-Зарганс († 26 януари 1397, Фелдкирх).